# Герасимов, Евгений Львович
Гера́симов, Евге́ний Льво́вич (25 октября 1960, Бийск) — российский архитектор. Генеральный директор, учредитель и руководитель проектов архитектурной мастерской «Евгений Герасимов и партнеры» (Санкт-Петербург). Обладатель почетного звания «Заслуженный архитектор Российской Федерации» (2011), член Градостроительного совета Санкт-Петербурга, лауреат множества профессиональных конкурсов.

Награждён медалью Союза архитекторов России «За высокое зодческое мастерство» им. В. И. Баженова, а также почетными дипломами Законодательного собрания Санкт-Петербурга и Всемирного клуба петербуржцев. Лауреат премии Правительства Российской Федерации (2008) в области культуры, премии Правительства Санкт-Петербурга в области литературы, искусства и архитектуры за произведение архитектуры и премии «Дом года».

## Биография
Родился в городе Бийске Алтайского края, куда родители-инженеры были направлены по распределению после окончания вузов.

Учился в художественной школе, в 1977 году окончил среднюю образовательную школу № 16 г. Самары.

В 1983 году окончил ЛИСИ (мастерская проф. Лаврова Л. П.).

В 1983—1990 годах работал архитектором, ведущим архитектором, руководителем группы в проектном институте «ЛенНИИПроект».

В 1991 году основал в Санкт-Петербурге «Персональную творческую архитектурную мастерскую под рук. Е. Л. Герасимова», а в 1999 году — ООО «Евгений Герасимов и партнеры».

С 2000 года является членом объединения негосударственных архитектурных коллективов НП «Объединение архитектурных мастерских».
В 2021-2022 годах был председателем ассоциации «Объединение архитектурных мастерских».

## О мастерской
Архитектурная мастерская «Евгений Герасимов и партнеры» — одна из старейших и наиболее крупных в Санкт-Петербурге.

За годы работы коллективом создано более 80 проектов и построек в разных стилях. Спектр типологий — от концептуальных «бумажных» проектов до масштабных градостроительных концепций.

Портфолио мастерской составляют правительственные комплексы, жилые дома, офисные центры, отели, выставочные и музейные здания, объекты реставрации.

Многие работы мастерской удостоены престижных архитектурных наград в России и за рубежом.

Сейчас в коллективе около 120 человек: это 5 групп архитекторов, 4 группы конструкторов и группа генплана. Мастерская сотрудничает с ведущими застройщиками Северо-Запада РФ: компаниями LEGENDA, «RBI, ЛенСпецСМУ», «ЛСР», SetlCity и другими.

Многие знаковые постройки созданы в соавторстве с архитектором С.Э. Чобаном, его московским бюро SPEECH и немецким — nps tchoban voss.

## Основные постройки и проекты
Подавляющее большинство построек находятся в Санкт-Петербурге.
2000 — эстакада Ушаковской развязки, Санкт-Петербург

2003 — школа-студия БДТ им. Г. А. Товстоногова, Санкт-Петербург, наб. Реки Фонтанки, 65

2004 — жилой дом, Санкт-Петербург, Тверская ул., 6

2004 — жилой дом, Санкт-Петербург, Невский пр., 133-137

2005 — Еврейский Санкт-Петербургский общинный дом (ЕСОД), Санкт-Петербург, Большая Разночинная ул., 25А

2007 — жилой дом Stella Maris, Санкт-Петербург, пр. Динамо, 4

2007 — отель «Введенский» (реконструкция и новое строительство), Санкт-Петербург, Большой пр. П. С., 37

2008 — жилой комплекс «Дом у моря» (совместно с nps tchoban voss), Санкт-Петербург, наб. Мартынова, 62-74

2008 — офисное здание, Санкт-Петербург, пл. Островского, 2

2009 — победа в международном конкурсе на проект «Набережная Европы» (совместно с nps tchoban voss)

2010 — апартамент-отель в Зеленогорске, Приморское ш., 549А

2011 — многофункциональный деловой комплекс "Санкт-Петербург Плаза" с головным офисом ПАО «Банк Санкт-Петербург» (совместно со SPEECH и nps tchoban voss), Санкт-Петербург, Малоохтинский пр, 64

2011 — реконструкция дома князя А. Я. Лобанова-Ростовского под гостиницу Four Seasons, Санкт-Петербург, Вознесенский пр., 1
2013 — офисно-жилой комплекс «Ковенский, 5», Санкт-Петербург, Ковенский пер., 5

2013 — жилой дом «Венеция», Санкт-Петербург, Депутатская ул., 26

2014 — жилой дом «Победы, 5», Санкт-Петербург, ул. Победы, 5
2014 — Конгрессно-выставочный комплекс «Экспофорум» (совместно со SPEECH nps tchoban voss), Санкт-Петербург, Петербургское ш, 62-66

2015 — жилой дом «Мегалит», Санкт-Петербург, пр. Обуховской обороны, 195

2015 — концепция реконструкции Большого Гостиного двора

2015 — концепция Парламентского центра Российской Федерации (проект — финалист международного конкурса)

2015 — жилой комплекс «Царская столица», Санкт-Петербург, Кременчугская ул., 9-13

2016 — административный и деловой комплекс «Невская Ратуша». 1 очередь (совместно со SPEECH и nps tchoban voss), Санкт-Петербург, Новгородская ул., 20А

2016 — проект административно-жилого комплекса зданий Верховного суда РФ и театра танца Бориса Эйфмана  (совместно со SPEECH)

2016 — концепция расширения Литературно-мемориального музея Ф.М. Достоевского , Санкт-Петербург, Кузнечный пер., 5

2017 — жилой дом «Верона», Санкт-Петербург, Морской пр., 29А

2018 — жилой комплекс «Европа Сити» (совместно со SPEECH и nps tchoban voss), Санкт-Петербург, пр. Медиков, 10

2018 — жилой комплекс «Русский дом», Санкт-Петербург, Басков пер., 2
2018 — жилой дом в составе комплекса «ЗИЛАРТ», Москва, ул. Архитектора Щусева, 2

2019 — жилой комплекс Art View House, Санкт-Петербург, наб. Реки Мойки, 102
2019 — жилой дом «LEGENDA на Дальневосточном», Санкт-Петербург, Дальневосточный пр., 12
2020 — коворкинг Avenue Page, Санкт-Петербург, ул. Академика Павлова, 5К
2020 — жилой комплекс «Петровский квартал на воде», Санкт-Петербург, Петровский пр., 26
2021 — жилой комплекс «Серебряный фонтан», Москва, ул. Новоалексеевская, 16 (совместно со SPEECH)
2021 — жилой комплекс «LEGENDA Комендантского», Санкт-Петербург, Комендантский пр., 58
2021 — жилой комплекс «LEGENDA Героев», Санкт-Петербург, пр. Героев, 33
2021 — жилой комплекс «Новый Невский», Санкт-Петербург, Тележная ул., 32 А
2022 — многофункциональный гостиничный комплекс «Резиденция 1864» («Царев сад») (фасады многоэтажной части «Евгений Герасимов и партнеры», фасады стилобатной части «Студия Уткина», Генеральный проектировщик ООО «МАО-СРЕДА»), Москва, Софийская наб. вл. 36/10, ул. Болотная, д. 10 и Софийская наб. д. 34, стр. 2
2022 —  жилой комплекс FUTURIST, Санкт-Петербург, Барочная ул., 4
2022 — жилой дом «Институтский, 16», Санкт-Петербург, Институтский пр., 16
2022 — жилой комплекс The One, Петровский пр., 26
2023 — многофункциональный комплекс Alcon Tower, Москва, Ленинградский пр., 34
2023 — жилой комплекс Grand View, Петровский пр., 26
2024 —  жилой комплекс Neva Haus, Петровский проспект, д. 11, лит. А

## Награды и звания (основное)
1987 — Лауреат Всемирной архитектурной биеннале, г. София, Болгария

2006 — Диплом и золотая медаль премии Правительства Санкт-Петербурга в области литературы, искусства и архитектуры за произведение архитектуры

2006 — Награждён медалью Российского Союза Архитекторов «За высокое зодческое мастерство» им. В. Баженова

2008 — Лауреат премии Правительства Российской Федерации в области культуры

2010 — Академик Международной академии архитектуры, филиал в Москве (МААМ)

2011 — Присуждено звание Заслуженный архитектор Российской Федерации

2012 — Благодарность Министра культуры Российской Федерации за успешную организацию и проведение российской экспозиции на XII Архитектурной биеннале в Венеции

2014 — Член INTBAU (The International Network for Traditional Building, Architecture & Urbanism) College of Traditional Practitioners (ICTP)

## Выставки
Евгений Герасимов — инициатор, куратор либо участник ряда выставок. Как правило, он предоставляет для экспозиции предметы из своей коллекции искусства, в некоторых случаях является также куратором и автором дизайна (см. выставки графики Соломона Юдовина в Русском музее, Музее блокады Ленинграда и Галерее современного искусства (Государственный музей изобразительных искусств Республики Татарстан).

2016, Русский музей, Мраморный дворец — «Квартира №5. К истории петроградского авангарда. 1915-1925» (выставлено несколько работ из коллекции)

2019, Русский музей, Строгановский дворец — «Соломон Юдовин. Блокадная графика из собраний Русского музея и Евгения Герасимова» (при поддержке компании «Интерформ дизайн»)

2019, Центральный выставочный зал «Манеж» — «Дейнека / Самохвалов» (выставлено несколько работ Александра Самохвалова)

2020, Государственный мемориальный музей обороны и блокады Ленинграда — Онлайн-выставка «Соломон Юдовин. Графика» из коллекции Музея и собрания Евгения Герасимова

2020, Эрмитаж — «Мелкая пластика Ар Деко из собраний Сергея Морозова и Евгения Герасимова»

2021, Музей искусства Санкт-Петербурга XX-XXI веков (Центральный выставочный зал «Манеж» ) — «Во власти города» персональная выставка графических произведений Яна Антонышева из собраний Евгения Герасимова и Музея искусства Санкт-Петербурга XX-XXI веков МИСП. Дата обращения: 16 сентября 2022.
2024, Галерея современного искусства (Государственный музей изобразительных искусств Республики Татарстан) — «Соломон Юдовин. Блокадная графика»: Благотворительный фонд поддержки культуры и искусства DICTUM FACTUM представляет выставку «Соломон Юдовин. Блокадная графика» из собрания Евгения и Юлии Герасимовых

## Издательская деятельность
Архитекторы-ветераны. Участники Великой Отечественной войны. СПб., 2005

Städte in Europa: Architekturzeichnungen von Leonid Lavrov. Berlin, DOM publishers, ISBN 978-3-86922-113-7, 2011

Борис Костыгов. Графика. СПб.: Пропилеи, 2011

Левиаш. Проекты. Постройки. Графические композиции. Портреты. СПб.: 2011

Борис Костыгов. Иллюстрированные комментарии и примечания к роману Ф.М. Достоевского «Идиот». СПб.: 2015

Борис Костыгов. Иллюстрированные комментарии и примечания к роману Ф.М. Достоевского «Идиот». Рисунки Б.Г. Костыгова из коллекции Евгения Герасимова. СПб.: Пропилеи, 2016

Борис Костыгов. Иллюстрированные комментарии к роману Ф.М. Достоевского «Преступление и наказание» и текстовые примечания к ним» Рисунки Б.Г. Костыгова из коллекции Евгения Герасимова — СПб: Пропилеи, 2016

Соломон Юдовин. Блокадная графика. СПб: Palace Editions, 2018

Владимир Попов. Графика. СПб.: Пропилеи, 2019

Мелкая пластика Ар Деко из собраний Сергея Морозова и Евгения Герасимова. Каталог выставки в Государственном Эрмитаже. СПб.: Пропилеи, 2020

Архитектор Александр Лишневский / Кириченко Е., Турковская Е., Чепель А. СПб.: Пропилеи, 2020
Ян Антонышев. Во власти города. Каталог выставки в Музее искусства Санкт-Петербурга XX – XXI веков. СПб.: Дитон, 2021
Архитектор Дмитрий Крыжановский / Чепель А. И. СПб.: Пропилеи, 2021
Евгений Герасимов и партнёры 1991-2021 / Мартовицкая А. В. СПб.: Дитон, 2022
Архитектор Борис Гиршович / Чепель А. И. СПб.: Пропилеи, 2022
Новейшая архитектура Петербурга. 1991-2021. Путеводитель /  Мартовицкая А. В. СПб.: Дитон, 2022
Архитектор Мариан Лялевич / Чепель А. И., Белинцева И. В. СПб.: Пропилеи, 2023
Архитектор Евгений Левинсон / Печёнкин И. Е. , Шурыгина О. С. СПб.: Пропилеи, 2024